# Шевтонський монастир
Шевтонь — католицький бенедиктинський монастир, заснований 1925 року в містечку Аме-сюр-Мез, Бельгія о. Ламбером Бодуеном. У 1939 року монастир перенесений в Шевтонь. Від заснування має зв'язки з Українською греко-католицькою церквою через митрополита Андрея Шептицького та монахів Унівської лаври.
Протягом 28–30 січня 2016 року тут відбувалася ІІІ сесія собору Єпархії св. Володимира для Франції, Бельгії, Нідерландів, Люксембурґу та Швейцарії.